# SPHEREx
SPHEREx, (Spectro-Photometer for the History of the Universe, Epoch of Reionization and Ices Explorer) è un progetto di missione spaziale programmato dalla NASA di durata biennale, il cui lancio è avvenuto il 12 marzo 2025  a bordo di un vettore Falcon 9 della SpaceX dalla base della Vandenberg Space Force in California, finalizzato a raccogliere dati su oltre 300 milioni di galassie e oltre 100 milioni di stelle nella Via Lattea.
La missione cercherà acqua e molecole organiche in nubi stellari ed in dischi protoplanetari. Inoltre verrà creata una mappa della volta celeste in 96 diverse bande di colore.
L'istituto Caltech collaborerà con il Jet Propulsion Laboratory (JPL), per sviluppare il carico utile della missione. Il JPL gestirà anche la missione.
Il veicolo spaziale verrà fornito da Ball Aerospace, mentre l'istituto di astronomia e scienze coreano di Daejeon, situato in Corea del Sud, contribuirà con le attrezzature di prova e l'analisi scientifica.